# Kyrłyk
Kyrłyk (ros. Кырлык) – wieś w Rosji, w Republice Ałtaju, w rejonie ust-kańskim. W 2010 liczyła 1086 mieszkańców.